# ودافون هلند
ودافون هلند (انگلیسی: Vodafone Netherlands) شرکت مخابرات هلندی است، که در سال ۱۹۹۵ توسط شرکت لیبرتی گلوبال تأسیس شد.